# 多浪乡
多浪乡，是中华人民共和国新疆维吾尔自治区阿克苏地区阿瓦提县下辖的一个乡镇级行政单位。

## 行政区划
多浪乡下辖以下地区：
玉斯屯克多浪村、托格拉克麻扎村、克其克拜什艾日克村和赛克孜奥塔克村。